# Luisa de Bourbon de Parme
Luisa de Bourbon de Parme (La Haya, 9 de mayo de 2012) es una princesa neerlandesa. Es la hija segundogenita del príncipe Carlos de Bourbon de Parme, nacida de su matrimonio con la periodista neerlandesa Annemarie Gualthérie van Weezel. Es también bisnieta de la reina Juliana de los Países Bajos, miembro de la familia real neerlandesa y sobrina en segundo grado del actual rey de los Países Bajos, Guillermo Alejandro.

## Títulos, tratamientos y distinciones honoríficas
- 9 de mayo de 2012 – Presente: Su Alteza Real la princesa Luisa de Bourbon de Parme[1]